# Geitá (Hvítá)
Die Geitá („Geißenau“) ist ein Gletscherfluss im Westen Islands.
Ihr Wasser kommt aus dem Þórisjökull und dem Geitlandsjökull. Sie fließt auf einer Länge von rund 21 Kilometern entlang des Kaldadalsvegurs, der Piste F550, und mündet dann in die Hvítá. 